# Rollhofen
Rollhofen ist ein Gemeindeteil der Gemeinde Neunkirchen am Sand im Landkreis Nürnberger Land (Mittelfranken, Bayern). Die Gemarkung Rollhofen hat eine Fläche von 2,850 km². Sie ist in 956 Flurstücke aufgeteilt, die eine durchschnittliche Flurstücksfläche von 2981,51 m² haben. In ihr liegen neben dem namensgebenden Ort die Gemeindeteile Eichig und Wolfshöhe.

## Lage
Das Dorf liegt 2,5 km nordöstlich von Neunkirchen am Sand, am südwestlichen Fuß des Rothenberges im südwärts ziehenden Tal der Schnaittach. Diese teilt den Ort durch ihr weites, größtenteils von Wiesen bedecktes Flusstal in eine West- und eine Osthälfte. Am unteren Ortsende mündet der vom benachbarten Kersbach im Osten her zufließende gleichnamige Bach in sie. Die Bundesautobahn 9 zieht etwa einen Kilometer im Westen an Rollhofen vorbei; auf der Straße ist die Auffahrt Schnaittach (AS 48) etwa 3 km, die Auffahrt Lauf/Hersbruck (AS 49) etwa 5 km entfernt. Durch den Ort laufen entlang des Flusses die Staatsstraße 2236 und übers Tal hinweg die Kreisstraße LAU 9. Die Bahnstrecke Neunkirchen a Sand–Simmelsdorf-Hüttenbach durchquert das westliche Ortsgebiet, sie verbindet das Flusstal oberhalb mit Lauf und Nürnberg; im Dorf hat sie einen Haltepunkt.

## Geschichte
Erste urkundliche Erwähnung findet Rollhofen am 29. Mai 1330. Der Ortsname ist vermutlich auf den Personennamen Rollo zurückzuführen. Er bedeutete also „zu den Höfen des Rollo“.
Cunz Langmann besaß im 14. Jahrhundert einen Eisenhammer in Reichenschwand und einen in Rollhofen, möglicherweise war er auch der Begründer dieser Hammerwerke („Kuntz Langman mit dem hamer zu Reichholtzswant vnd mit dem hamer zu Rolhofen“). Ein Gut zu Rollhofen, das der Tochter eines Nürnberger Bürgers gehörte, sollte nach deren Tod dem Kloster Sankt Klara zu Nürnberg zufallen, was dann nachweislich auch geschah. 
Im Jahr 1832 zählte der Ort 51 Häuser mit 200 Einwohnern.
1952 wurde das Schulhaus eingeweiht. Nach Umbau dient es heute als Kindergarten und Gemeindezentrum.
In den 1960er Jahren entstand am rechten Schnaittachtalhang in Richtung Kersbach ein Siedlungsgebiet.
1972 wurde im Rahmen der kommunalen Gebietsreform die ehemals selbstständige Gemeinde Rollhofen zusammen mit ihren Gemeindeteilen Eichig und Wolfshöhe nach Neunkirchen am Sand eingemeindet.

## Infrastruktur
Rollhofen hat einen Kindergarten und eine Freiwillige Feuerwehr.